# Armstrong Creek
Armstrong Creek es un pueblo ubicado en el condado de Forest en el estado estadounidense de Wisconsin. En el Censo de 2010 tenía una población de 409 habitantes y una densidad poblacional de 3,24 personas por km².

## Geografía
Armstrong Creek se encuentra ubicado en las coordenadas 45°40′17″N 88°29′34″O / 45.67139, -88.49278. Según la Oficina del Censo de los Estados Unidos, Armstrong Creek tiene una superficie total de 126.06 km², de la cual 124.46 km² corresponden a tierra firme y (1.27%) 1.6 km² es agua.

## Demografía
Según el censo de 2010, había 409 personas residiendo en Armstrong Creek. La densidad de población era de 3,24 hab./km². De los 409 habitantes, Armstrong Creek estaba compuesto por el 98.04% blancos, el 0% eran afroamericanos, el 0% eran amerindios, el 0.24% eran asiáticos, el 0.98% eran isleños del Pacífico, el 0% eran de otras razas y el 0.73% pertenecían a dos o más razas. Del total de la población el 0% eran hispanos o latinos de cualquier raza.